# Hesperantha curvula
Hesperantha curvula är en irisväxtart som beskrevs av Olive Mary Hilliard och Brian Laurence Burtt. Hesperantha curvula ingår i släktet Hesperantha och familjen irisväxter. Inga underarter finns listade i Catalogue of Life.